# NorthEast United FC
NorthEast United Football Club je indický fotbalový klub (franšízing) z města Guváhátí ve státě Ásám na severovýchodě země založený v roce 2014. Je jedním z 8 týmů prvního ročníku indické Superligy (Indian Super League), který běžel od října do prosince 2014. Majiteli klubu jsou bollywoodský herec John Abraham a jiný indický fotbalový klub Shillong Lajong FC z I-League.

## Čeští hráči v klubu
Zde je seznam českých hráčů, kteří působili nebo působí v NorthEast United FC:
- Tomáš Josl[2]